# Staryj Gorodok
Staryj Gorodok (ros. Старый Городок) – osiedle w Rosji, w obwodzie moskiewskim, w okręgu miejskim Odincowa. W 2010 liczyło 6116 mieszkańców.